# تاميكي هارا
تاميكي هارا (1905-1951) Tamiki Hara ولد في هيروشيما وأصبح أحد الناجين من القصف النوويّ، ثم أصبح من أبرز روّاد أدب القنبلة الذرية. ولمعرفته المسبقة بالأدب الروسيّ والشعر الإنجليزيّ اللذان درسهما في جامعة كيئو اليابانيّة؛ جمعت كتاباته بين طبيعة نثر الضّحايا وأدبٍ عالميٍّ محترف.
مرضت زوجة هارا عام 1939، وتوفّيت عام 1944، وقد قال عنها ذات مرة «إذا فَقدْت زوجتي، فسوف أعيش عامًا واحدًا فقط لأترك وراء ظهري مجموعة من القصائد الحزينة والجميلة»، وبعد مرور عام، قبيل الذكرى السنويّة الأولى لوفاتها، تعرّضت هيروشيما للقصف النوويّ. لتصبح هاتان التجربتان الصادمتان محوريّتين في أعماله الأدبيّة.
كَتب هارا أشهر أعماله «زهور الصيف» بحلول أغسطس/آب 1946، لكن لم يتم نشره حتى يونيو/حزيران 1947. ونُشر قسمان آخران من العمل لاحقًا بعنوانَي «من أطلال» عام 1947، و«مقدمة للإبادة» عام 1949، واصفًا تجربته المرعبة.
وفيما يبدو نوعًا من عجز اللغة عن وصف الكارثة، بدا أسلوبه الأدبيّ كما لو أن الاستياء الذي لا يطاق ضد هذه العبثية يربطنا ببعضنا بعضا ولم نعد بحاجة إلى كلمات تقال.
ويعبر هارا بشكل نموذجي عن أدب القنبلة النووية، فالعدميّة، والعبثيّة، وفقدان الهدف، واضحةً تمامًا بينما يقدّم للقارئ مشاهد مروعة. وأنه يُظهر نوعًا من التسليم الهادئ بما جرى، لكن حقيقة الأمر أن الشّعور بالذّهول، والانفصال، واللامبالاة، تقدم تعبيرات عميقة عن اليأس، أو عن شكل من أشكال التخدير النفسيّ الشديد والطّويل الذي يستجيب فيه الناجي لواقعه.
ووسط الضجيج المحموم لحقبة ما بعد الحرب، يتحدث للقارئ بصوت خافت كما لو كان يهمس مباشرة، من روح إلى روح، ويقول «لم أكتشف أي حقيقة أعمق في الحرب».
ويمكن قراءة عمل هارا الأخير «أرض رغبة القلب» الصّادر عام 1951 على أنّه رسالة انتحاره، فقد انتحر في طوكيو في 13 مارس/آذار 1951، بالاستلقاء على مسار قطار، وقد تفاقمت حالته العقليّة الهشّة مع اندلاع الحرب الكورية التي بدا أنّها تؤكّد تشاؤمَه المستمر بمستقبل مظلم للتاريخ.